# Хелендска фондација за културу у Београду
Хеленска фондација за културу у Београду (ХФК Београд), грчки назив је Ελληνικό Ίδρυμα Πολιτισμού Σερβίας, је културна и образовна организација чији је циљ промоција грчког језика и културе, огранак у Београду, Србија.

## Хеленска фондација за културу
Хеленска фондација за културу (ХФК) је културна организација које је основана 1992. године и то једногласном одлуком Скупштине Републике Грчке. Седиште јој је у Атини, у меморијалном дому Продрома Бодосакиса, грчког предузетника. Први председник ХФК-а био је професор Иоанис Георгакис. Фондација је основана у циљу промовисања грчког језика и грчке културе у целом свету.
ХФК је формирала мрежу својих огранака ван Грчке, са седиштем у Александрији, Београду, Берлину, Букурешту, Москви, Одеси и Трсту. 
ХФК је чланица две значајне европске културне мреже: Националних института за културу Европске уније (EUNIC) и Фондације Ане Линд (Anna Lindh Foundation).
Организација остварује међународну сарадњу са универзитетским катедрама за неохеленске студије, школама грчког језика, амбасадама, центрима за културу, музејима и библиотекама у целом свету.
Музеји ХФК су:
- Кавафисов музеј у Александрији

Музеј је отворен 1992. године на иницијативу историчара и писца Костиса Москофа (1939‒1998).
Музеј је познат у Египту под називом Cavafy’s House‒ а смештен је у стану у коме је К. Кавафис живео 35 година. 
Музеј је отворен за посетиоце: од уторка до недеље у терминима 10:00-17:00 часова.
- Музеј Фелики Хетерије у Одеси

Музеј је основан 1979. године, на садашњој локацији је од 1994. године. 
Музеј је отворен за посетиоце: од понедељка до петка, у терминима 10:00-19:00 часова, а суботом и недељом само за организоване посете.

## ХФК у Србији
Огранак Хеленске Фондације у Београду у Србији основан је 2008. године са седиштем у Београду.
Директор огранка је господин Никос Цицимелис, историчар и бивши аташе за културу у Амбасади Грчке у Београду.
Током свог постовања ХФК културни центар је организовао низ културних догађаја: циклус манифестација у спомен Пападијамандиса, учешће на Фестивалу цртаних филмова, Фестивалу археолошког филма, Европском дану језика и Фестивалу Шопен, изложбе фотографија и сл. 
Поседује библиотеку, организује часове грчког језика и испите за добијање сертификата из познавања грчког језика.

### Општи курсеви грчког језика
Огранак Хеленске фондације за културу у Београду од 2009. године организује опште курсеве грчког језика свих језичких нивоа.
Курсеви су намењени адолесцентима и одраслим полазницима и организују се у два четворомесечја, пролећном и јесењем.
Настава је формирана према стандардизованом Заједничком европском референтном оквиру за живе језике (CEFR) и према смерницама Центра за грчки језик у Солуну (ΚΕΓ). Нивои су подељени на три главна: основни (А), средњи (В) и напредни (Г) ниво, а због препорученог броја сати вођеног учења и специфичности самог језика, сваки од главних нивоа дели се на четири поднивоа:
А1.1 / А1.2 / А2.1 /А2.2
В1.1 / В1.2 / В2.1 / В2.2
Г1.1 / Г1.2 / Г2.1 / Г2.2

### Хор ,,Хеленофонија“
,,Хеленофонија“ је хор Огранка Хеленске фондације за културу у Београду. Хор је основан 2018. године. Циљ деловања хора је промовисање грчке музике, језика и културе кроз најлепши вид изражавања и дружења – кроз песму.
Репертоар хора чине композиције познатих грчких музичких стваралаца, али и савремене композиције, као и православне химне.
Хор је са времена на време сарађивао са разним солистима, музичким групама и организацијама (Хор Удружења грчко-српског пријатељства ,Ирида“ из Сремске Митровице, Хеленско привредно удружење Србије, Делегација Европске уније у Србији и др).
Хор је имао неколико веома запажених наступа у Народном музеју, Народној библиотеци, Задужбини Илије М. Коларца, Општини Стари Град, на Православном богословском факултету Универзитета у Београду и слично.
Хор броји 30 сталних чланова, а пробе се одржавају четвртком 17:30–18:30 часова у просторијама Огранка у Ресавској 34.